# Psilopa pappi
Psilopa pappi är en tvåvingeart som beskrevs av Canzoneri och Giuseppe Giovanni Antonio Meneghini 1975. Psilopa pappi ingår i släktet Psilopa och familjen vattenflugor. Inga underarter finns listade i Catalogue of Life.